# Франку-да-Роша
Франку-да-Роша (порт. Franco da Rocha) — місто і муніципалітет бразильського штату Сан-Паулу. Складова частина міської агломерації Великий Сан-Паулу, однойменного мезорегіону та економіко-статистичного мікрорегіону Франку-да-Роша. Населення становить 129 тис. чоловік (2008 рік, IBGE), муніципалітет займає площу 133 км².
| Бразилія | Це незавершена стаття з географії Бразилії. Ви можете допомогти проєкту, виправивши або дописавши її. |